# Olam International
Olam International ist ein Lebensmittel- und Agrarunternehmen, das in 60 Ländern tätig ist und weltweit über 19.800 Kunden mit Lebensmitteln und Industrierohstoffen beliefert. Olam gehört zu den weltweit größten Anbietern von Kakaobohnen und -produkten, Kaffee, Baumwolle und Reis. Olam ist an der Singapore Exchange gelistet.

## Geschichte
1989 gründete die Kewalram Chanrai Group die Olam Nigeria Plc, um ein nicht auf Öl basierendes Exportunternehmen außerhalb Nigerias einzurichten, um Hartwährungsgewinne zu erzielen und die Devisenanforderungen der anderen in Nigeria tätigen Konzernunternehmen zu erfüllen. Der Erfolg dieser Operation resultierte in Aufbau eines unabhängigen Exportbetriebs sowie Beschaffung und Export anderer landwirtschaftlicher Produkte. Das Agrargeschäft der Gruppe hatte bis 1996 seinen Hauptsitz in London und firmierte unter dem Namen Chanrai International Limited. Das Geschäft begann mit dem Export von Cashewnüssen aus Nigeria und wurde dann erweitert in den Export von Baumwolle, Kakao und Sheanüssen aus Nigeria.